# Miagrammopes brasiliensis
Espèce
Synonymes
- Miagrammopis albomaculatus Mello-Leitão, 1943 nec Thorell, 1891

Miagrammopes brasiliensis est une espèce d'araignées aranéomorphes de la famille des Uloboridae.

## Distribution
Cette espèce est endémique du Brésil.

## Étymologie
Son nom d'espèce, composé de brasil et du suffixe latin -ensis, « qui vit dans, qui habite », lui a été donné en référence au lieu de sa découverte, le Brésil.

## Publications originales
- Roewer, 1951 : Neue Namen einiger Araneen-Arten. Naturwissenschaftlichen Verein Zu Bremen, vol. 32, p. 437-456.
- Mello-Leitão, 1943 : Catálogo das aranhas do Rio Grande do Sul. Arquivos do Museu Nacional do Rio de Janeiro, vol. 37, p. 147-245.